# Хьюз, Артур
Артур Хьюз (англ. Arthur Hughes, 27 января 1831 — 23 декабря 1915) — английский иллюстратор и живописец, писавший в стиле прерафаэлитов. Наиболее известные картины Артура Хьюза — «Апрельская любовь» (англ. April Love, 1855—56, галерея Тейт, Лондон) и «Долгая помолвка» (англ. The Long Engagement).
Он учился в Королевской Академии художеств и открыл для себя прерафаэлитов, читая журнал «Росток». В начале творческого пути Хьюз находился под сильным влиянием Миллеса, и так же, как и он, изображал Офелию (например, «Ophelia», 1851—53, Художественная галерея Манчестера, Манчестер) и писал картины, посвященные произведениям Джона Китса. Позднее Артур Хьюз иллюстрировал некоторые книги Джорджа Макдональда. Всего он оставил после себя около 700 картин и набросков, а также более 750 иллюстраций.
Изображен на британской почтовой марке 1992 года.

## Галерея

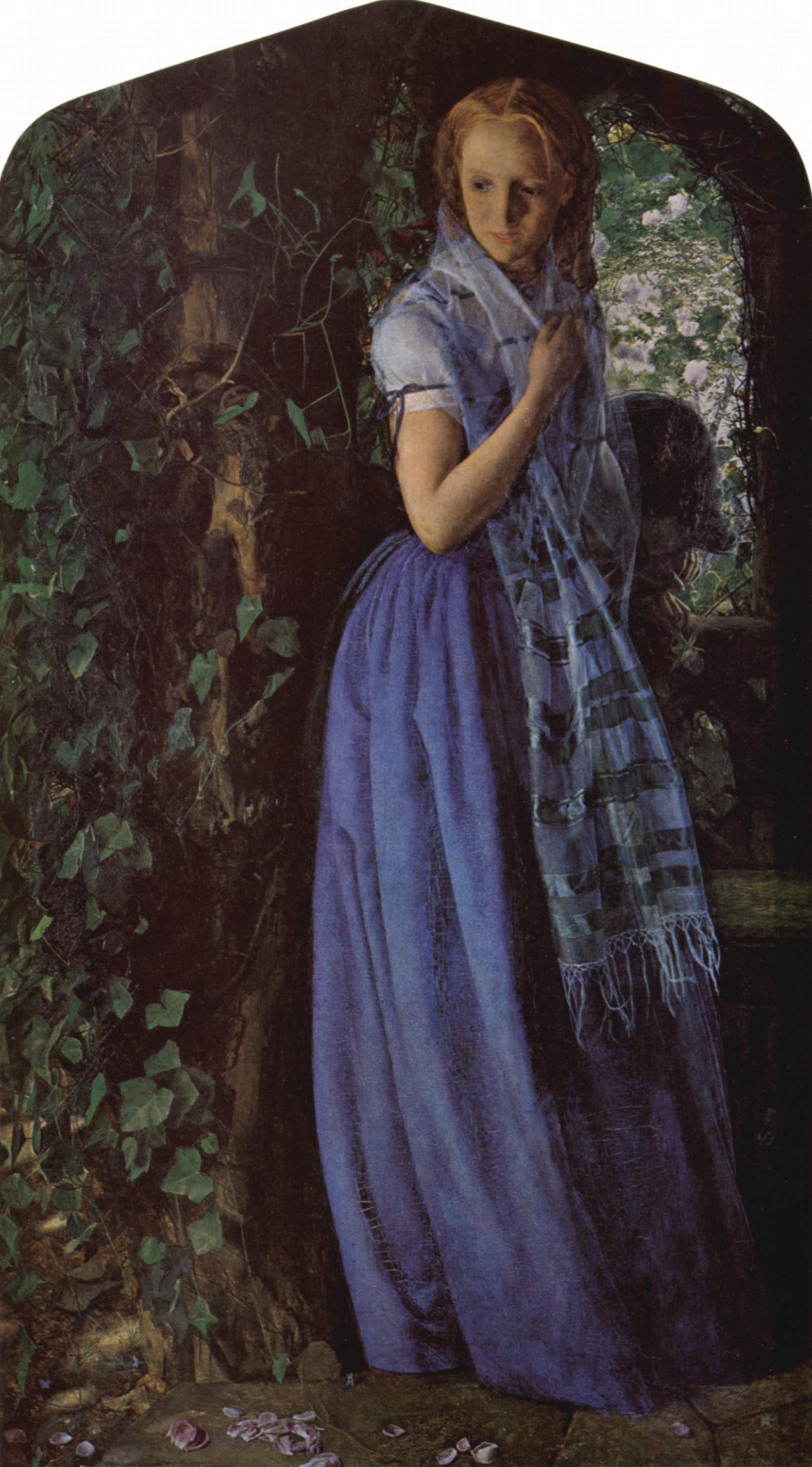
«Апрельская любовь», 1855—56
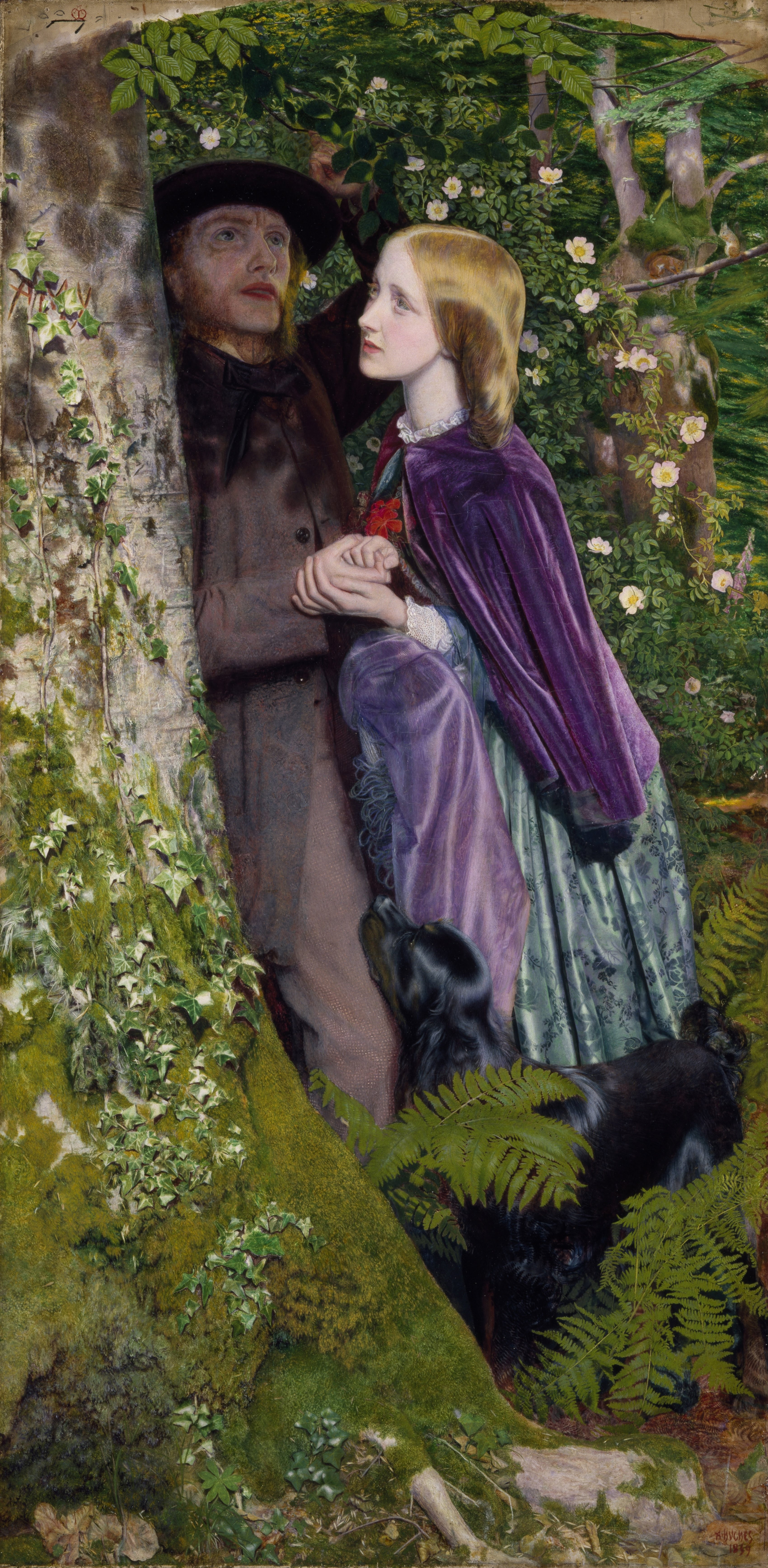
«Долгая помолвка», 1854—59
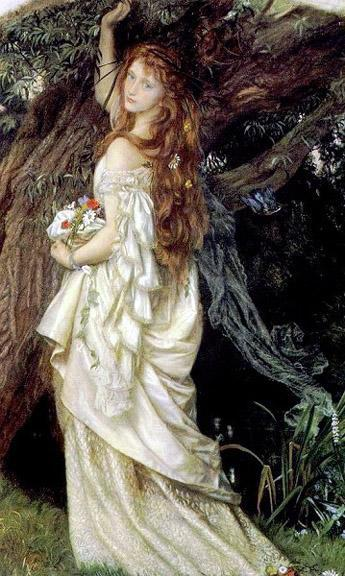
«Офелия»